# Parasyrisca vinosa
Parasyrisca vinosa är en spindelart som först beskrevs av Simon 1878.  Parasyrisca vinosa ingår i släktet Parasyrisca och familjen plattbuksspindlar. Inga underarter finns listade i Catalogue of Life.